# Thủ Thừa (huyện)
Thủ Thừa là một huyện thuộc tỉnh Long An, Việt Nam.

## Địa lý
Huyện Thủ Thừa có diện tích tự nhiên 29.901 ha, nằm cách thành phố Tân An khoảng 10 km, cách trung tâm Thành phố Hồ Chí Minh khoảng 45 km, có vị trí địa lý:
- Phía đông giáp huyện Bến Lức và huyện Tân Trụ
- Phía tây giáp huyện Thạnh Hóa và huyện Tân Phước, tỉnh Tiền Giang
- Phía nam giáp thành phố Tân An
- Phía bắc giáp huyện Đức Huệ.

Dân số trung bình năm 2002 là 86.595 người, mật độ dân số 290 người/km², tương đương mức trung bình mật độ dân số của tỉnh Long An (294 người/km²). Dân số thành thị có 15.248 người (chiếm 17,6% dân số), dân số nông thôn 71.347 người (chiếm 82,4%), tốc độ tăng dân số bình quân 1,56%/năm (2002).

### Khí hậu
Khí hậu huyện Thủ Thừa mang tính chất đặc trưng nhiệt đới gió mùa.
Nhiệt độ bình quân năm là 27,1 °C, cao nhất vào tháng 4 với 28,5 °C, thấp nhất vào tháng 1 với 25,3 °C.
Biên độ nhiệt trong năm dao động khoảng 3,3 °C, biên độ nhiệt ngày và đêm dao động cao (từ 8 °C đến 10 °C).
Lượng mưa trung bình năm khá lớn (1.532 mm/năm) và phân bố theo mùa rõ rệt.
Mùa mưa bắt đầu vào giữa tháng 5 và kết thúc vào cuối tháng 10, tập trung khoảng 85% tổng lượng mưa cả năm.